# Willy Klawe
Willy Klawe (* 1951), Diplomsoziologe, ist Professor an der Evangelischen Hochschule für Soziale Arbeit & Diakonie in Hamburg sowie wissenschaftlicher Leiter des Hamburger Instituts für Interkulturelle Pädagogik (HIIP).

## Berufliche Biografie
Nach seinem Studium der Soziologie, Sozialgeschichte und Kriminologie an der Universität Hamburg arbeitete er zunächst in verschiedenen Bildungseinrichtungen als Dozent, bevor er als Referent für die Fortbildung sozialpädagogischer Fachkräfte im Amt für Jugend (Landesjugendamt) in Hamburg tätig wurde. Zentrales Anliegen war ihm dabei, empirische Befunde und theoretische Ergebnisse der Sozialwissenschaften für die professionellen Fachkräfte verständlich und nutzbar zu machen.
Nach fünfjähriger Tätigkeit wechselte er als Referent für politische Jugendbildung zum Deutschen Volkshochschulverband und baute an der Volkshochschule Norderstedt einen eigenen Fachbereich Jugendbildung und eine Geschichtswerkstatt auf. In diesen 13 Jahren entstanden zahlreiche Veröffentlichungen zu Methoden der politischen Jugendbildung, zur Geschichte des Norderstedter Raumes sowie eine vielbeachtete Monographie zum Konzentrationslager Wittmoor vor den Toren Hamburgs.
1995 wechselte er zum Institut des Rauhen Hauses für Soziale Praxis (isp), einem wissenschaftlichen Forschungs- und Beratungsinstitut, das später Teil der Evangelischen Hochschule wurde. Im Rahmen seiner Forschungstätigkeit dort führte er im Auftrage des BMFSFJ mehrere bundesweite Forschungsprojekte zu Fragen der Jugendhilfe durch.
Seit seiner  Studie „Zwischen Alltag und Alaska - Erlebnispädagogik in den Hilfen zur Erziehung“ (mit Wolfgang Bräuer) im Auftrage des Bundesministeriums für Familie, Frauen und Senioren und Jugend 1995–1998 beschäftigt er sich kontinuierlich unter anderem mit der Entwicklung und Ausdifferenzierung individualpädagogischer Hilfen und deren Wirkungen. Neben zahlreichen Fachartikeln zu diesem Praxisfeld veröffentlichte er 2007 die Evaluationsstudie „Jugendliche in Individualpädagogischen Maßnahmen“ sowie „Verläufe und Wirkfaktoren Individualpädagogischer Maßnahmen. Eine explorativ-rekonstruktive Studie“ (2010). Zuletzt erschien 2013 die Studie „Das Ausland als Lebens- und Lernort. Interkulturelles Lernen in der Individualpädagogik“.
Seine Arbeitsschwerpunkte sind Organisationsentwicklung und Evaluation sozialpädagogischer Projekte, Vermittlung interkultureller Kompetenz, Beratung und Fortbildung von Mitarbeitergruppen aus Feldern der Sozialen Arbeit, Sozialraumorientierung und Konzeptionsentwicklung in der Offenen Kinder- und Jugendarbeit.
An der Ev. Hochschule in Hamburg lehrt er im Studiengang „Soziale Arbeit & Diakonie“, der sich an Praktiker richtet, die schon einige Jahre in sozialpädagogischen Praxisfeldern tätig sind und berufsbegleitend den BA-Abschluss erwerben. Als wissenschaftlicher Leiter des Hamburger Instituts für Interkulturelle Pädagogik (HIIP) organisiert er interkulturelle Seminare und kultursensible Beratung und begleitet und berät sozialpädagogische Einrichtungen bei der interkulturellen Öffnung.

## Veröffentlichungen (Auszug)
- Das Ausland als Lebens- und Lernort. Interkulturelles Lernen in der Individualpädagogik. Eine Expertise. HIIP, Hamburg 2013
- Verläufe und Wirkfaktoren Individualpädagogischer Maßnahmen. Eine explorativ-rekonstruktive Studie. HIIP, Hamburg 2010,
- Jugendliche in Individualpädagogischen Maßnahmen. isp, Hamburg 2007
- Interkulturelle Verständigung in der Sozialen Arbeit. Juventa, Hamburg 2004 (zusammen mit Sabine Handschuck), ISBN 3779903768
- AIB – Ambulante Intensive Begleitung – Handbuch für einen innovativen Ansatz in der Jugendhilfe. Beltz, Weinheim 2003 (zusammen mit Thomas Möbius) ISBN 978-3-7799-2023-6
- Wittmoor – das erste Konzentrationslager Hamburgs. Hamburg 2001
- Arbeit mit Jugendlichen – Einführung in die Bedingungen, Ziele, Methoden und Sozialformen der Jugendarbeit. Juventa, Hamburg 1986, (5. überarbeitete Auflage 2000) ISBN 3779907526
- Zwischen Alltag und Alaska – Praxis und Perspektiven der Erlebnispädagogik in den Hilfen zur Erziehung. Juventa, Hamburg 1998, (2. Auflage 2001 – zusammen mit Wolfgang Bräuer) ISBN 3779913917
- (Er-)Leben statt reden – Erlebnispädagogik in der offenen Kinder- und Jugendarbeit, Juventa, Hamburg 1986 (3. Aufl. 1997 zusammen mit Dieter Fischer und Hans-Jürgen Thiesen) ISBN 3779905744

| Personendaten    | Personendaten       |
| ---------------- | ------------------- |
| NAME             | Klawe, Willy        |
| KURZBESCHREIBUNG | deutscher Soziologe |
| GEBURTSDATUM     | 1951                |